# Lepidaploa bolivarensis
Lepidaploa bolivarensis là một loài thực vật có hoa trong họ Cúc. Loài này được (V.M.Badillo) H.Rob. mô tả khoa học đầu tiên năm 1990.